# Bahía Blanca
Bahía Blanca és una de les ciutats portuàries més importants de l'Argentina, situada al sud de la província de Buenos Aires.
És la capital del partit homònim. A més, és un nucli ferroviari i carreter. Tot i que la ciutat de Bahía Blanca es troba a gairebé 10 km del Mar Argentí, està conurbada amb altres ciutats i poblacions costaneres, entre les quals hi destaca el port d'Ingeniero White.

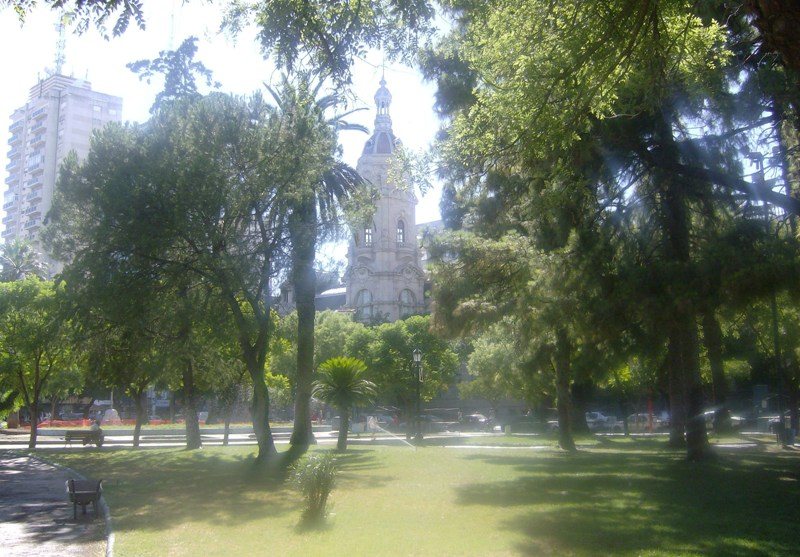
Plaça Rivadavia de Bahía Blanca

## Història
Bahía Blanca va ser fundada com un fortí (Fortalesa Protectora Argentina) pel Coronel Ramón Bernabé Estomba l'11 d'abril de 1828, per a protegir el bestiar dels pobles originaris, (resistents a la invasió); i la costa de la flota de Brasil que havia desembarcat a la zona cap al 1827.
Va ser visitada per Charles Darwin durant el seu viatge per Amèrica del Sud al setembre de 1833.
El fortí va ser atacat pels indígenes diverses vegades, especialment el 19 de maig de 1859, últim atac al fortí d'aproximadament 3.000 guerrers, capitanejats pel cacic Calfucurá i precedits pel seu fill Namuncurá.
Es va tornar comercialment important després de la construcció del ferrocarril el 1885 que connectava la ciutat amb l'interior, i el seu creixement demogràfic i actual composició es deu al poblament massiu d'immigrants europeus de l'època, i als seus descendents que avui habiten la ciutat.
A finals del segle xix, donat l'accelerat desenvolupament econòmic i demogràfic d'aquesta ciutat, i també per la seva gran distància respecte a la capital de la província de Buenos Aires, va sorgir la idea de crear una nova província, de la qual Bahía Blanca seria la capital.

## Clima i relleu
La ciutat ofereix el panorama d'una planícia amb desnivells que descendeixen cap a la costa, mentre al nord-est apareixen terrasses de 70 m d'altura, oferint una vista de la ciutat. Com a contrast, coronant el seu sector de màxim declivi, es retalla el mar, com límit natural en forma de badia, a la qual la ciutat deu el seu nom, juntament amb la visió blanquinosa que s'observa des del mar a causa de l'abundant salinitat del sòl.
El clima de la ciutat pròpiament dit és temperat, subhumit amb temperatures moderades i alta variabilitat. En l'àrea d'influència es va tornant sec en direcció a l'oest. Segons la classificació climàtica de Köppen és oceànic, malgrat que la ciutat està en la façana oriental del continent, i aquest clima és propi de les zones occidentals, pel que suposa un cas excepcional a l'Argentina.

## Desenvolupament urbà
Entorn de la Plaça Rivadavia, la més antiga i més important, es desenvolupa l'activitat comercial, bancària, institucional i hotelera conformant el microcentre bahienc.
La població, es distribueix en forma compacta al voltant del radi cèntric en uns cent barris, alguns dels quals posseeixen marcades característiques, els seus propis nuclis comercials, culturals i socials.
Els edificis que envolten al centre històric de la ciutat daten de finals del segle xix i principis del segle xx, com és el cas de la seu del Club Argentí. El barri Nord-oest, per exemple, va néixer a partir de l'estació de ferrocarril "Nord-oest" i dels immensos magatzems de llana del Mercat Victòria, lloc on hi treballaven molts dels immigrants anglesos allotjats al contigu barri Nova Liverpool.
Es destaquen àrees residencials com l'avinguda Alem que neix al Teatre Municipal i després d'un llarg recorregut passa per l'ingrés al major parc de la ciutat, el Parc de Maig i desemboca a l'avinguda de circumval·lació; el Barri Parc Palihue on a la bellesa de les construccions s'uneixen amplis jardins i piscines; el Barri Parc Patagònia que ofereix una gran bellesa i calma.
La Universitat Nacional del Sud de 1956, es troba en Bahía Blanca. La catedral neoclàssica és el seient de l'Arquidiócesis de Bahía Blanca, que és seu metropolitana d'algunes diòcesis patagones, amb territori propi al sud de la Província de Buenos Aires.

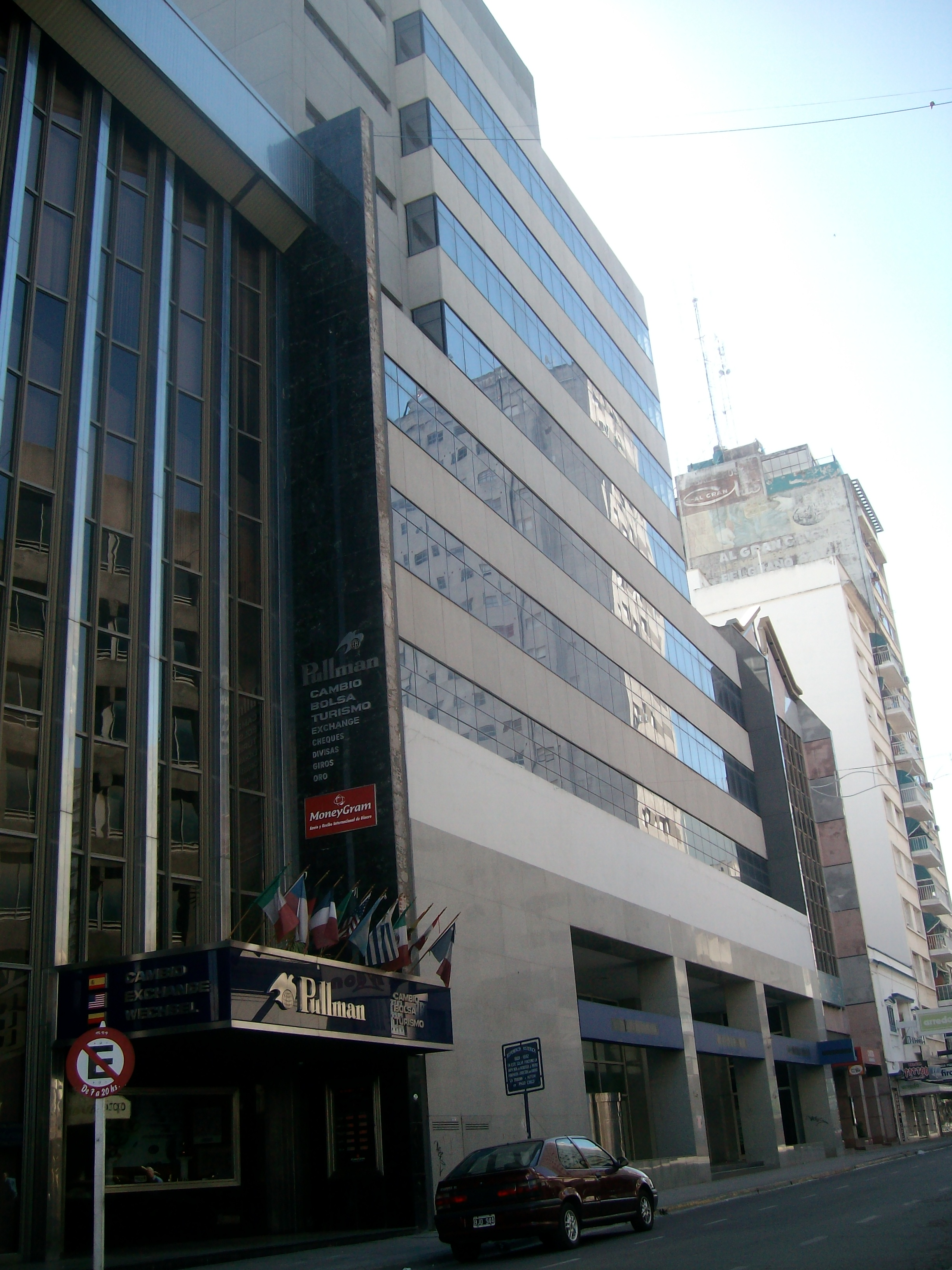
Edificis cèntrics de Bahía Blanca

## Economia
Bahía Blanca és un important centre comercial, controlant les exportacions de cereals i llana del sud de la Província de Buenos Aires i petroli des de la província del Neuquén. El seu port marítim és un dels més importants del país, sent l'únic que té una profunditat natural de més de 10 m. Al llarg de la badia, els ports són, Port Galván per a petroli i químics, i Port Enginyer White especialitzat en cereals.
Bahía Blanca compta amb un important pol petroquímic situat entre ambdós ports. Port Belgrano, 29 km al sud-oest, és la base naval més important de l'Argentina i també de tota Amèrica del Sud. A més, la ciutat és el tercer nus ferroviari més important de l'Argentina (després de Buenos Aires i Rosario), accedint a ella nombroses rames que la connecten amb gran part de la regió de la Pampa i el nord de la Patagònia. El desenvolupament del ferrocarril va ser de gran importància en l'esdevenir històric de la ciutat.

## Fills il·lustres
- César Milstein (1927 - 2002) bioquímic, Premi Nobel de Medicina o Fisiologia de l'any 1984.